# ريكو مايرهوفر
ريكو مايرهوفر مواليد 4 نوفمبر 1985 في باساي، الفلبين، هو لاعب كرة سلة. بدأ مسيرته الاحترافية في سنة 2009. يلعب في الرابطة الفلبينية لكرة السلة. يحمل الرقم 1. يبلغ طوله 6 قدم 6 بوصة (2.0 م).

## المسيرة الاحترافية
لعب مع ستار هوتشوتز من سنة 2009 إلى 2011، ثم لعب مع بارانجي جينبرا سان ميغيل من سنة 2011 إلى 2013، ثم لعب مع باراكو بول إنرجي في موسم 2013–2014، ثم لعب مع سان ميغيل بيرمن في موسم 2014–2015، ثم لعب مع باراكو بول إنرجي في سنة 2015.